# PBC CSKA 모스크바
PBC CSKA 모스크바(Professional Basketball Club CSKA Moscow)는 러시아 모스크바를 연고로 하는 프로농구단이다.

## 같이 보기
- CSKA 모스크바
- PFC CSKA 모스크바